# Cantonul Verdun-Centre
Cantonul Verdun-Centre este un canton din arondismentul Verdun, departamentul Meuse, regiunea Lorena, Franța.

## Comune
- Belleray
- Dugny-sur-Meuse
- Verdun (parțial, reședință)